# Epiphora rectifascia
Epiphora rectifascia este o specie de molie din familia Saturniidae. Este întâlnită în unele țări africane: Camerun, Republica Democrată Congo, Kenya, Nigeria, Tanzania, Uganda și Zambia.

## Subspecii
- Epiphora rectifascia rectifascia
- Epiphora rectifascia watulegei Rougeot, 1974 (Kenya, Tanzania și Uganda)
- Epiphora rectifascia ileshana Rougeot, 1955 (Nigeria)